# Ми То
Ми То (виј. Mỹ Tho) је град у Вијетнаму у покрајини Тијен Жјанг. Према резултатима пописа 2009. у граду је живело 204.412 становника.